# Molokai
Cet article concerne l'île hawaiienne de Molokai. Pour la course de pirogue, voir Molokai hoe.

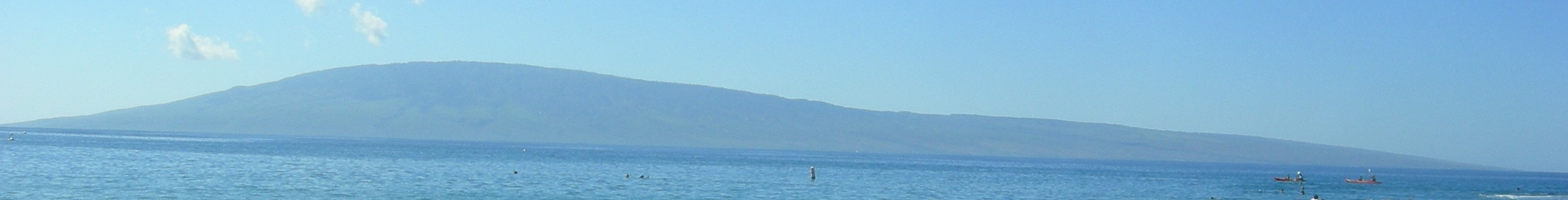
Molokai vue de Kaʻanapali, Maui

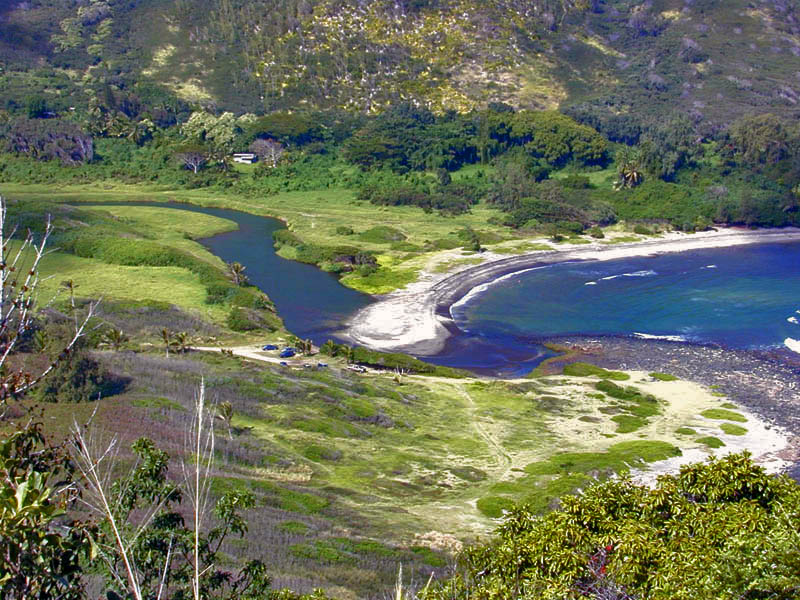
Halawa Valley, à l'extrême est de Molokaʻi

Molokai (ou Moloka'i en hawaïen) est la cinquième île de l'archipel d'Hawaï par la taille, avec une longueur de 61 kilomètres, une largeur de 16 kilomètres, une superficie de 673 km2 et un littoral de 171 kilomètres de longueur. Elle se situe à 14,4 km au nord-ouest de l'île de Maui et à 42 km à l'est-sud-est de Oahu. Son point le plus élevé est le Kamakou, culminant à 1 515 mètres d'altitude. Les plus hautes falaises du monde se trouvent à Umilehi Point, elles atteignent 1 005 mètres au-dessus de l'océan Pacifique.
Elle est peu peuplée, avec 7 404 habitants en 2000, un pourcentage élevé d'entre eux étant d'origine autochtone.
D'un point de vue administratif, elle fait partie de l'État d'Hawaï et du comté de Maui, à l'exception de la péninsule de Kalaupapa qui est administrée séparément, formant le comté de Kalawao. La seule ville d'importance est Kaunakakai, qui est aussi un des deux ports de l'île.
Surnommée l'île amicale, Molokai est une des moins développées des grandes îles de l'archipel.
La majorité des habitants sont opposés au tourisme de masse qui a dénaturé les autres îles, notamment Oahu.

## Sites d'intérêt
- Péninsule de Kaulaupapa, ancienne léproserie accessible par petit avion, par mer ou à dos de mule. Cette léproserie est la plus ancienne des États-Unis, et devint connue grâce au travail qu'y fit le Père Damien[2],[3]. Les falaises adjacentes au village sont par ailleurs les plus hautes falaises du monde tombant directement dans l'eau, avec un dénivelé de 1 005 mètres.
- Côte nord.
- Sur la côte sud se trouve la plus grande barrière corallienne des États-Unis et de leurs dépendances (près de 40 km de long). de nombreux anciens "fish ponds" (étangs à poissons) hawaïens y sont aussi encore visibles.
- Molokai sait envoûter quiconque approche ses falaises de basalte. Pour preuve, le cinéma s'est intéressé à elle et ses paysages de forêts serties de cascades ont été utilisés dans quelques scènes de Jurassic Park 3.

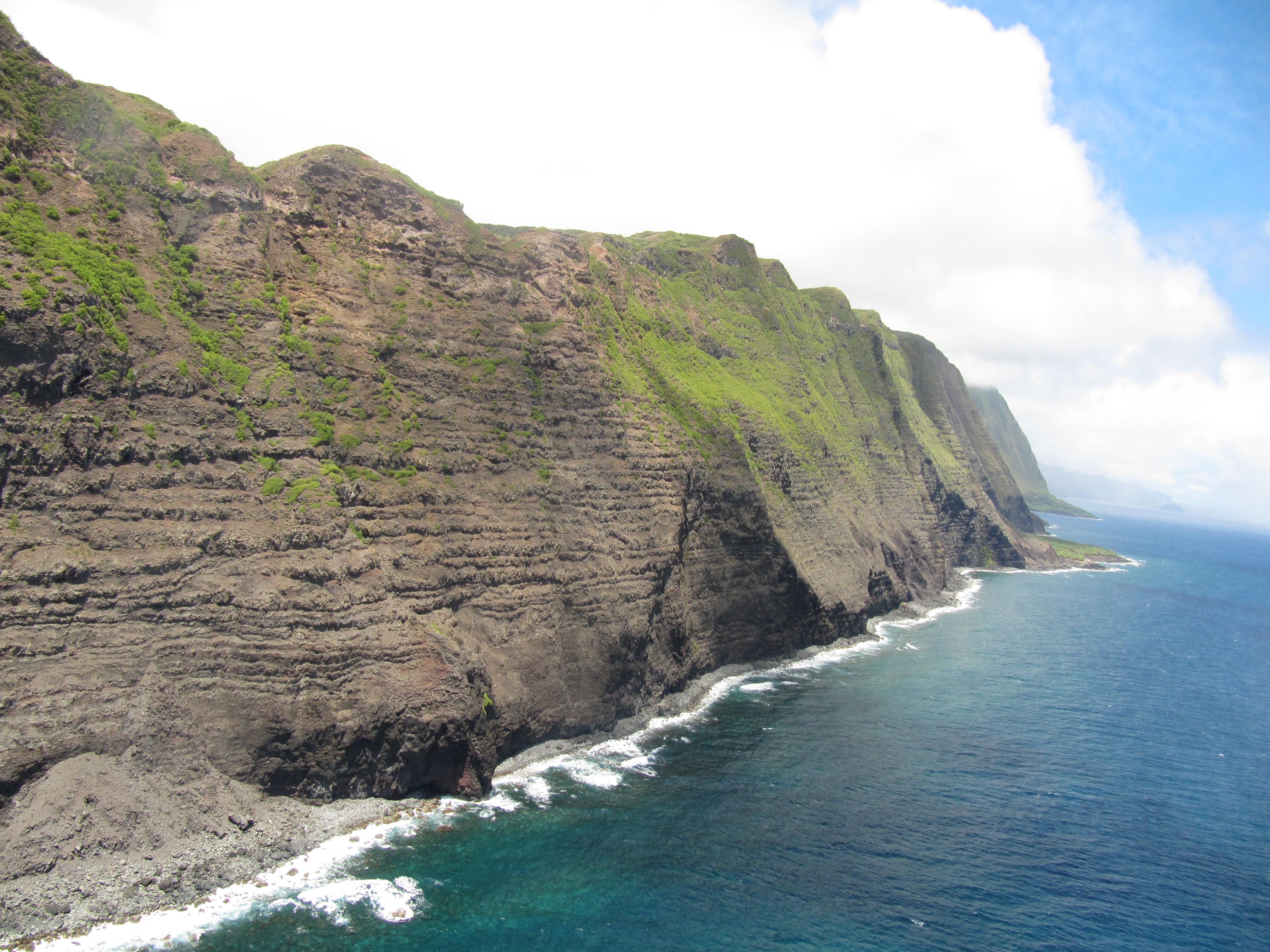
Falaises géantes
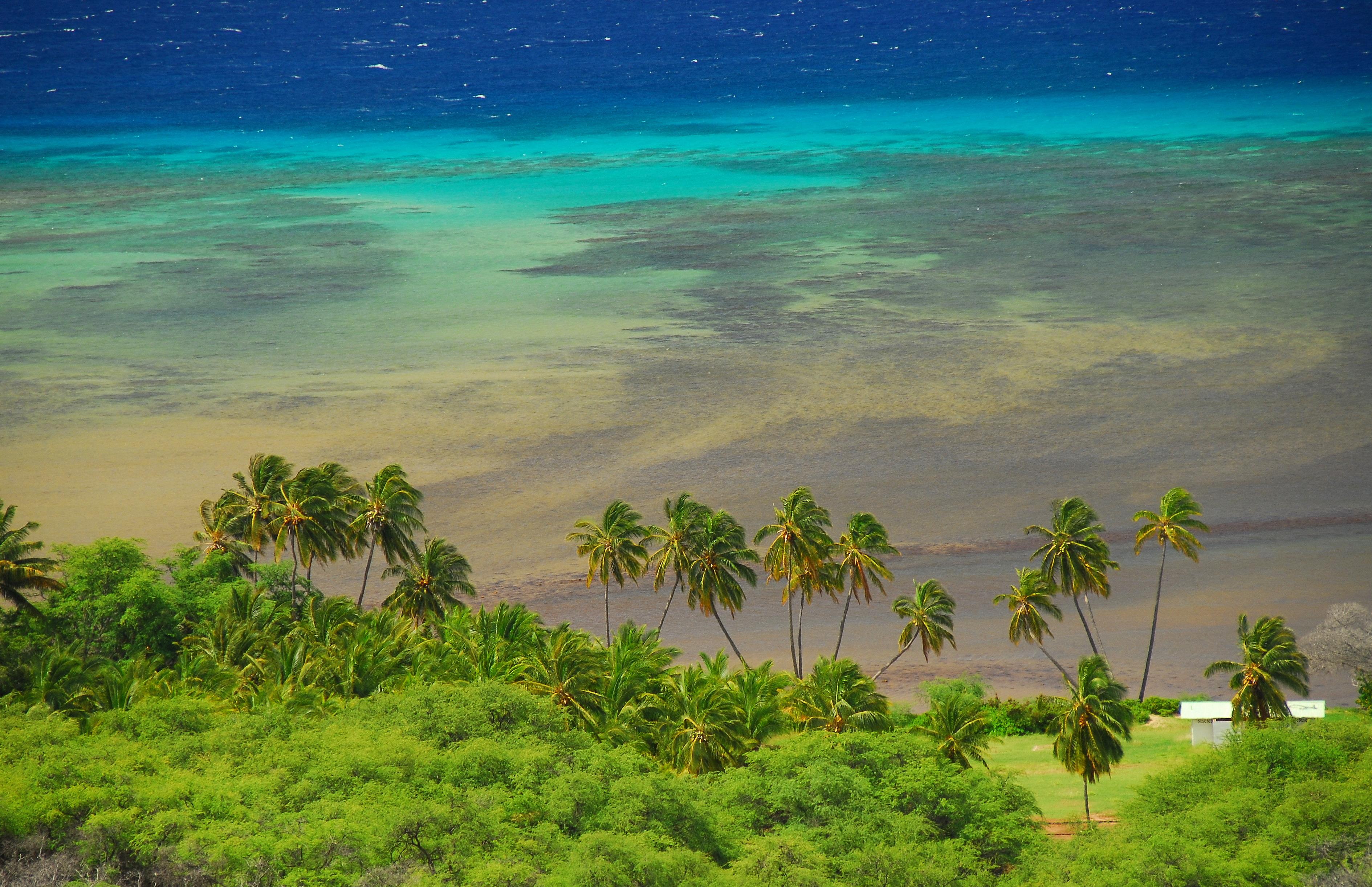
Kakahai'a Beach Park
Cascade
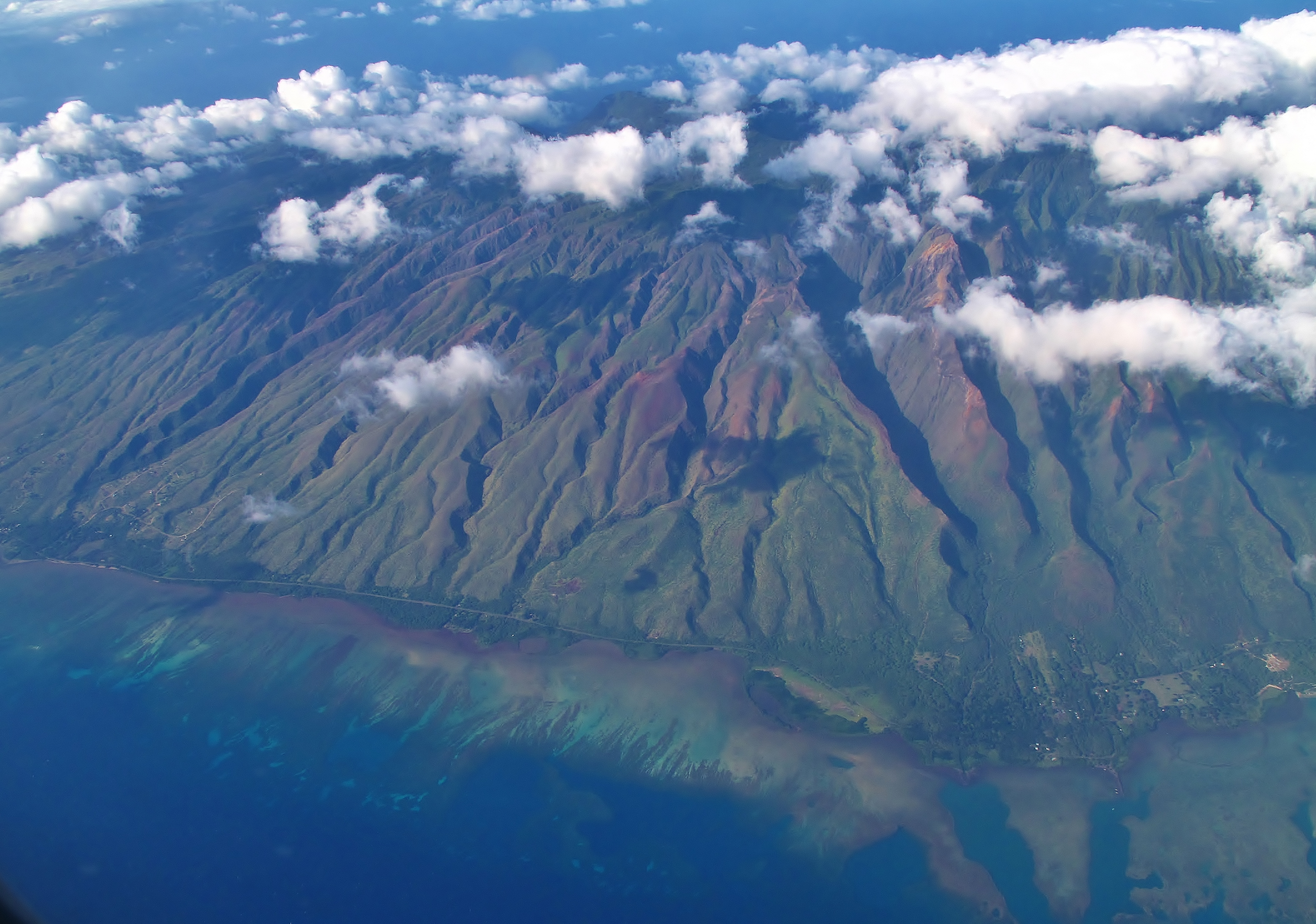
Barrière de corail

## Personnalités liées à cette île
- Le percussionniste hawaïen Augie Colón et son fils Lopaka Colón.
- Saint Damien de Veuster (1840-1889), missionnaire belge, apôtre des lépreux, canonisé en 2009.
- Sainte Marianne Cope (1838-1918), missionnaire américaine, canonisée en 2012.

- William Ragsdale (1837-1877), surintendant hawaïen de Kalauppapa, aussi surnommé "le roi des lépreux[4]".